# Markenrecht (Deutschland)
Das Markenrecht der Bundesrepublik Deutschland ist ein Bestandteil des Kennzeichenrechtes, das Bezeichnungen von Produkten im geschäftlichen Verkehr schützt. Das Kennzeichenrecht gehört seinerseits zum gewerblichen Rechtsschutz.

## Überblick
Markenrechte können auf nationaler, europäischer und internationaler Ebene bestehen. Dementsprechend gibt es nationale Marken, EU-Marken und IR-Marken. Man unterscheidet zwischen Wortmarken (der geschriebene Name), Bildmarken (diese enthalten nur Grafik, keinen Text) und Wort-Bild-Marken. Eher selten gibt es zudem noch Farbmarken, Hörmarken und haptische Marken. Nicht eintragungsfähig sind in der EU Geruchsmarken, da diese sich nicht durch Worte eindeutig beschreiben lassen. Um Markenrechte wirksam abzusichern, ist es im ersten Schritt erforderlich, den voraussichtlichen territorialen Wirkungsbereich des künftigen Markeninhabers festzustellen. Dabei kann es schon allein im Hinblick auf Aktivitäten im weltweit zugänglichen Internet sinnvoll sein, den Markenschutz über das eigene Land hinaus zu erstrecken.
Im zweiten Schritt ist durch eine Markenrecherche in den einschlägigen Markenregistern der in Betracht kommenden Länder festzustellen, ob bereits ältere Rechte in dem betreffenden Land existieren, die einen neuen Markenschutz ausschließen.
Falls dies nicht der Fall ist, muss im dritten Schritt die Marke auf die speziellen Bedürfnisse des künftigen Markeninhabers zugeschnitten werden. Hierbei geht es sowohl um die Auswahl und Gestaltung der Marke selbst als auch um deren korrekte Klassifizierung anhand der Klasseneinteilung der Waren und Dienstleistungen nach Nizzaer Klassifikation, damit der Markenanmelder in seinen künftigen Aktivitäten mit der Marke optimal abgesichert ist.
Schließlich kann im letzten Schritt für die so ausgewählte Marke eine Markenanmeldung ausgearbeitet und prioritätswahrend bei dem betreffenden Markenamt hinterlegt werden. Nun muss noch die dreimonatige Widerspruchsfrist abgewartet werden, bevor die Marke formell bestandskräftig wird und im Geschäftsverkehr verwendet werden kann – das ®-Zeichen darf nun dem Markennamen angefügt werden. Mit erfolgreichem Abschluss des Registrierungsverfahrens erhält der Anmelder eine Markenurkunde.

### Kollision von Markenrecht und Domainrecht?
Besondere Probleme kann die Frage aufwerfen, ob eine eingetragene und geschützte Marke die Eintragung und Nutzung einer Internet-Domain hindern kann. Generell gilt: Der berechtigte Markeninhaber kann vom unberechtigten Domainbetreiber Unterlassung der Nutzung und Übertragung der Domain verlangen. Allerdings nur, wenn die Domain für die von der Marke geschützten Waren und Dienstleistungen genutzt wird. Darüber hinausgehende Ansprüche sind möglich (zum Beispiel Schadensersatz), hängen aber vom Vorliegen von Fahrlässigkeit oder sogar Vorsatz beim unberechtigten Domainbetreiber ab, wobei im gewerblichen Rechtsschutz an die Beachtung der erforderlichen Sorgfalt strenge Anforderungen gestellt werden.

## Begriff
Mit dem Anfang 1995 in Kraft getretenen Gesetz über den Schutz von Marken und sonstigen Kennzeichen (MarkenG) wird der Begriff der Marke gesetzlich in § 3 Abs. 1 MarkenG wie folgt definiert:

„Als Marke können alle Zeichen, insbesondere Wörter einschließlich Personennamen, Abbildungen, Buchstaben, Zahlen, Klänge, dreidimensionale Gestaltungen einschließlich der Form einer Ware oder ihrer Verpackung sowie sonstige Aufmachungen einschließlich Farben und Farbzusammenstellungen geschützt werden, die geeignet sind, Waren oder Dienstleistungen eines Unternehmens von denjenigen anderer Unternehmen zu unterscheiden.“

In einem Urteil aus dem Jahr 2005 stellt der Europäische Gerichtshof fest:

„Die Hauptfunktion der Marke besteht darin, dem Verbraucher oder Endabnehmer die Ursprungsidentität der gekennzeichneten Waren oder Dienstleistungen zu garantieren, indem sie ihm ermöglicht, diese Ware oder Dienstleistung ohne Verwechslungsgefahr von Waren und Dienstleistungen anderer Herkunft zu unterscheiden.“

Hiernach sind grundsätzlich alle Zeichen schützbar, denen allgemeine Unterscheidungseignung zukommt. Da Marken für konkrete Waren oder Dienstleistungen eingetragen werden, können nur Marken eingetragen werden, denen kein absolutes Schutzhindernis im Wege steht. Das heißt, dass die Marke sich grafisch darstellen lassen muss (§ 8 Abs. 1 MarkenG), dass sie für jede der beanspruchten Waren oder Dienstleistung unterscheidungskräftig sein muss und dass sie nicht von Wettbewerbern zur Beschreibung ihrer Waren oder Dienstleistungen benötigt werden kann, d. h., es darf kein Freihaltebedürfnis bestehen. Ein Produkt selbst kann nicht die Marke sein. Was also produktbedingt geformt ist, stellt nicht gleichzeitig die Marke des Produktes dar. Außerdem sind im MarkenG noch weitere sogenannte absolute Schutzhindernisse vorgesehen, die aber in der Praxis keine große Rolle spielen. Es sei hier nur die so genannte Bösgläubigkeit erwähnt, nach der die Eintragung einer Marke auch verweigert werden kann, wenn sie offensichtlich in bösgläubiger Absicht angemeldet wurde – beispielsweise um Wettbewerber zu blockieren.

## Markenschutz
Markenschutz nach § 14 MarkenG entsteht entweder durch Eintragung in das Markenregister (sog. Registermarke), durch Benutzung im geschäftlichen Verkehr und Erlangung von Verkehrsgeltung innerhalb beteiligter Verkehrskreise (sog. Benutzungsmarke) oder durch notorische Bekanntheit im Sinne von Art. 6 bis der Pariser Verbandsübereinkunft (sog. Notoritätsmarke), § 4 Nr. 1–3 MarkenG.
Die „Stärke“ einer Marke richtet sich hierbei nach dem Zeitrang und nach der „Kennzeichnungskraft“ der Marke.
Was genau zur Entstehung einer Verkehrsgeltung erforderlich ist, hängt von den Umständen des Einzelfalles ab. Es genügt in der Regel, wenn ein nicht unerheblicher Teil des Verkehrs ein bestimmtes Produkt oder eine Leistung einem bestimmten Unternehmen zuordnen kann. Das Gros der Marken sind jedoch die Registermarken, da es im Streitfall einer umfangreichen Beweiserhebung bedarf, ob eine Marke wirklich Verkehrsgeltung erlangt hat.

## Anmeldegebühren
Die derzeitigen Gebühren für die Anmeldung einer Marke beim Deutschen Patent- und Markenamt betragen 300 Euro bzw. 290 Euro bei elektronischer Anmeldung. Diese Gebühr schließt die Anmeldung einer Marke für bis zu drei Klassen ein. Mit jeder weiteren Klasse erhöht sich die Gebühr um weitere 100 Euro. Nach Ablauf des Markenschutzes (nach 10 Jahren) obliegt es dem Markeninhaber, ob der Markenschutz verlängert werden soll. Für die Verlängerung um jeweils 10 Jahre wird eine Gebühr von weiteren 750 Euro (für bis zu drei Klassen) erhoben.